# 闫继红
闫继红（1970年9月—），女，河北献县人，汉族，中华人民共和国政治人物，现任保定市人民政府市长。曾任中共沧州市委常委、宣传部部长，河北广电信息网络集团股份有限公司党委书记，2018年12月出任保定市委副书记。2021年4月任保定市人民政府代理市长，2021年8月26日，当选为保定市人民政府市长。